# ابن ماجه
أبو عبد الله محمد بن يزيد بن ماجه الربعي (بالولاء) القزويني (209 هـ - 824م / 273 هـ - 886م) هو محدِّث ومفسر ومؤرخ مسلم، وأحد الأئمة في علم الحديث. من أهل قزوين، مولده ووفاته فيها. رحل إلى البصرة وبغداد والشام ومصر ومكة والمدينة والري، في طلب الحديث. وصنف كتابه (سنن ابن ماجه)، وهو أحد الكتب الستة المعتمدة عند أهل السنة والجماعة. وله (تفسير القرآن) وكتاب في (تاريخ قزوين).

## شيوخه
سمع من شيوخ البلاد مثل أحمد بن القاسم الزهري محمد بن المثنى بن دينار العنزي الملقب بالزمن وأبي بكر بن أبي شيبة ومحمد بن عبد الله بن نمير وجبارة بن المغلس وهشام بن عمار ومحمد بن رمح وداود بن رشيد وعلقمة بن عمرو الدارمي وأزهر بن مروان ومحمد بن بشار وعمرو بن عثمان بن سعيد وغيرهم من كبار الأئمة وعلماء الحديث.

## حياته
توجه الإمام ابن ماجه كثير من أئمة الحديث في ذلك العصر إلى مجالس العلم في سن مبكرة، حتى أحس بضرورة الرحيل لتحصيل العلم، فهاجر إلى العديد من البلاد كالشام والكوفة، ودمشق، والمدينة المنورة ومكة، ومصر وغيرها من الأمصار متعرفًا ومتطلعًا على العديد من مدارس الحديث النبوي الشريف، فأتاحت له الفرصة أن يلتقي بعدد من الشيوخ في كل قطر وفي كل بلاد ارتحل إليها.

## أقوال العلماء فيه
- قال أبو يعلى الخليل بن عبد الله الخليلي القزويني: «ابن ماجه ثقة كبير متفق عليه محتج به له معرفة وحفظ... كان عالمًا بهذا الشأن صاحب تصانيف منها التاريخ والسنن، وارتحل إلى الشام والعراق ومصر وغيرها من البلاد»
- قال الحافظ شمس الدين الذهبي : « قد كان ابن ماجه حافظا ناقدًا صادقًا، واسع العلم، وإنما غض من رتبة سننه ما في الكتاب من المناكير»[8]
- قال شمس الدين ابن خلكان : « كان إمامًا في الحديث عارفًا بعلومه وجميع ما يتعلق به»[9]
- قال ابن ناصر الدين: « محمد بن يزيد بن ماجَهْ: أحد الأئمة الأعلام، وصاحب السنن، أحد كتب الإسلام، حافظ ثقة كبير»[10]
- قال الحافظ ابن كثير: « محمد بن يزيد بن ماجَهْ، صاحب كتاب السنن المشهورة، وهي دالةٌ على عمله وعلمه، وتبحره واطلاعه، واتباعه للسنة النبوية في الأصول والفروع، ويشتمل على اثنين وثلاثين كتابًا، وألفٍ وخمسمائة بابٍ، ويحتوي على أربعة آلاف حديثٍ، كلها جِيادٌ، سوى اليسير»[11]

## تلاميذه
لم يقتصر النشاط العلمي لابن ماجه على التأليف بل تعداه إلى التعليم والتدريس، وأشهر من روى عنه وتتلمذ على يده: ابن سيبوية ومحمد بن عيسى الصفار واسحاق بن محمد وعلي بن إبراهيم بن سلمة القطان وأحمد بن إبراهيم وسليمان بن يزيد القزويني وأحمد بن روح البغدادي وغيرهم من مشاهير الرواة.

## مؤلفاته
من أهم مؤلفات الإمام:
- كتاب السنن
- تفسير حافل للقرآن الكريم كما قال ابن كثير
- تاريخ ممتاز أرخ فيه من عاصر الصحابة إلى عصره

ولم يبق من هذه الآثار إلا كتاب السنن.

## وفاته
توفي ابن ماجه في شهر رمضان سنة 273 هـ، الموافق 886م، وصلى عليه أخوه أبو بكر وتولى دفنه مع أخيه الآخر أبي عبد الله وابنه عبد الله بن محمد بن يزيد.

## تهجئة ماجه
اُختلف في نطق اسم ابن ماجه فأكثر القدماء قالوا «ماجه» بهاء السكت، وتبعهم بعض أهل الحديث المعاصرين، ورأى علماء آخرون كالشيخ أحمد شاكر وعبد السلام هارون ومحمد فؤاد عبد الباقي أن الاسم ينبغي أن يُكتب بالتاء لأنه صار اسمًا مُعربًا.